# Région de Kayes
Pour les articles homonymes, voir Kayes.
La région de Kayes est la première région administrative malienne, et ce, depuis le 7 juin 1960. Située à l'ouest du pays, elle s’étend sur 63 210 km2 et son chef-lieu est la ville de Kayes. En 2023, lors de l'établissement de nouvelles régions, elle passe d'une superficie 260 545 km² à son aire actuelle, au profit des régions de Nioros et de Kita.

## Géographie

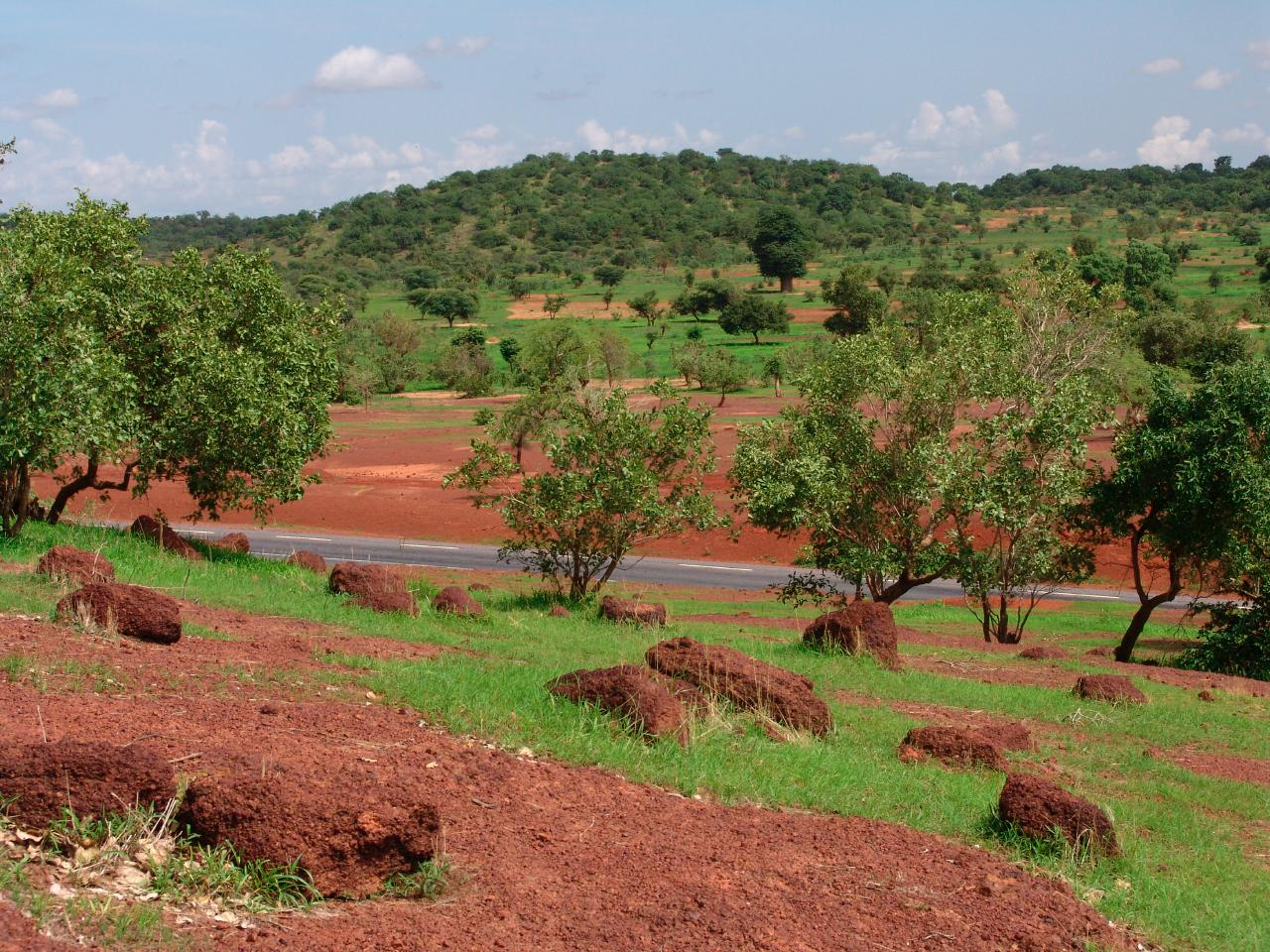
Forêt de la région de Kayes.

La région de Kayes est limitée au sud par la Guinée, à l’est par les régions de Nioros et Kita, au nord par la Mauritanie et à l’ouest par le Sénégal.
| Guidimakha  | Assaba | Nioro   |
| Tambacounda | Kayes  | Kita    |
| Kédougou    | Labé   | Faranah |

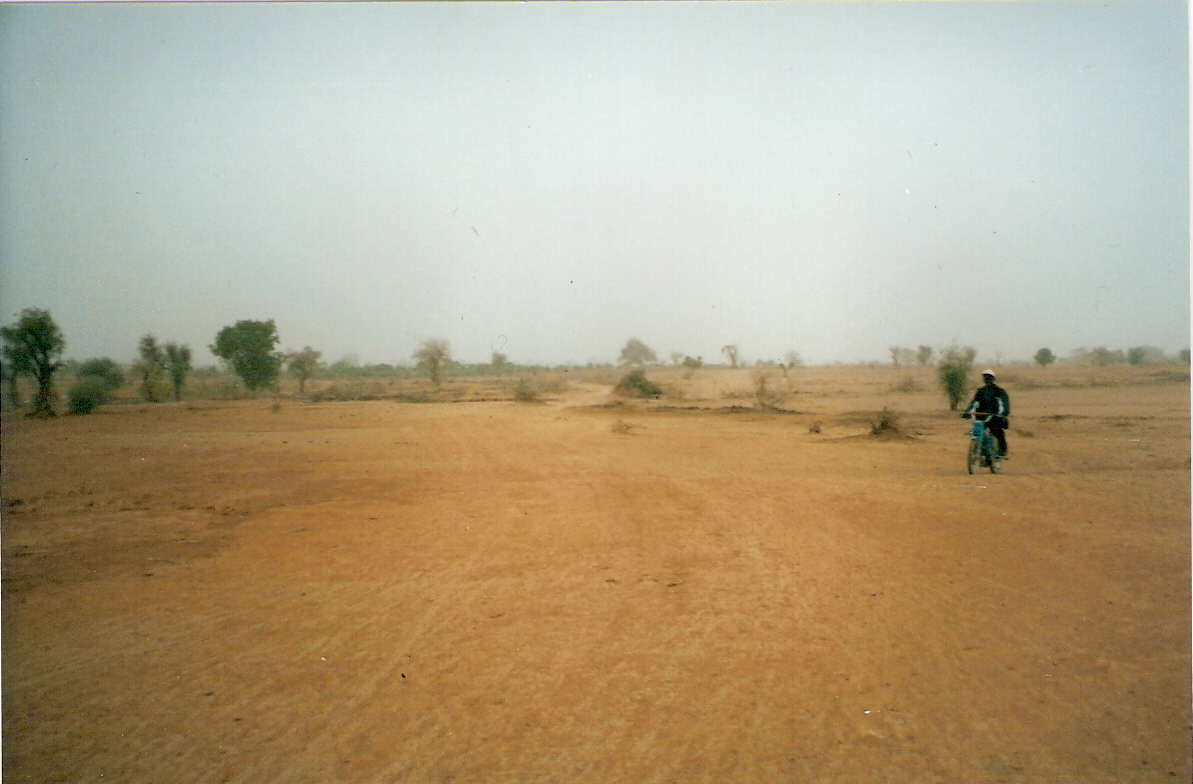
Paysage au nord-ouest de la région de Kayes, à la frontière avec le Sénégal.

À la frontière guinéenne, le climat est assez humide. En remontant vers le nord, on traverse une zone soudanienne puis on arrive à une zone sahélienne. Kayes connaît des températures très élevées, faisant d’elle la ville la plus chaude d’Afrique.[réf. souhaitée]
Les grandes villes de la région sont Kayes,  Yélimané, Sadiola, Bafoulabé, Kéniéba, Diboly et Ségala.
La région de Kayes compte 21 forêts classées couvrant une superficie de 260 545 ha.
Dans la région sont situés deux parc nationaux (Kouroufing et Wango), un sanctuaire des chimpanzés et une zone d’intérêt cynégétique dans le cercle de Bafoulabé, et la réserve totale de faune de Talikourou dans le cercle de Kita, ainsi que la réserve de la biosphère de la boucle du Baoulé.

### Hydrographie

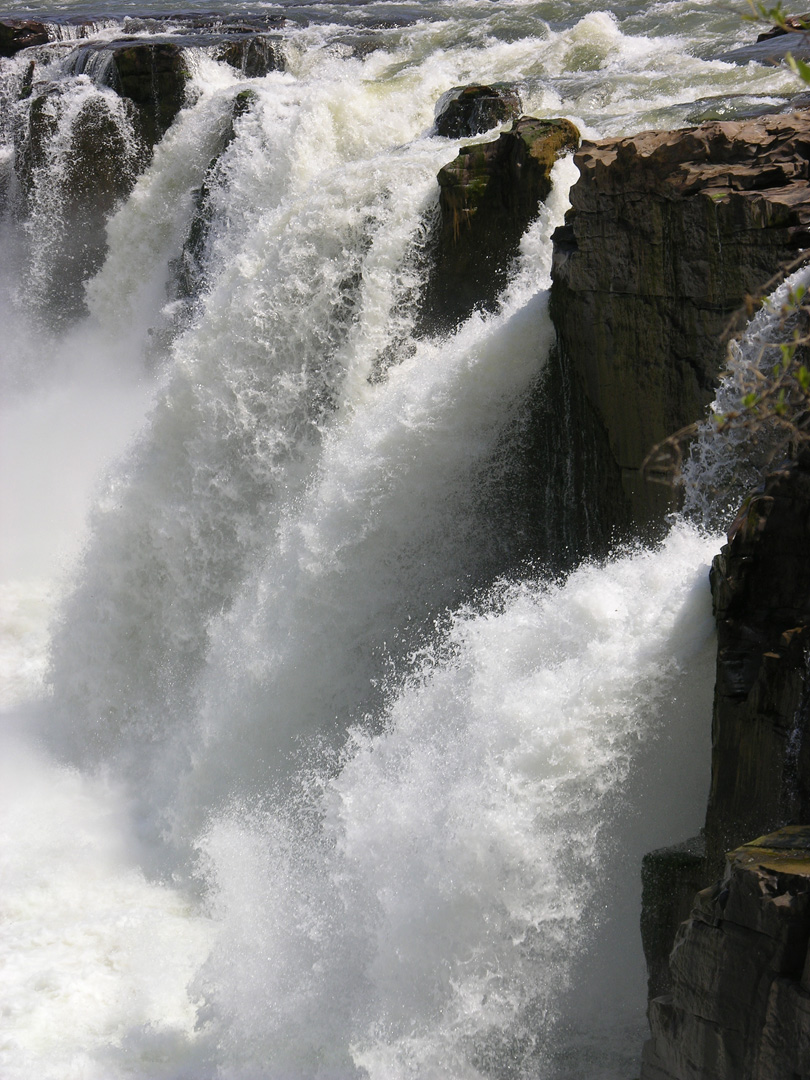
Chutes de Gouïna.

La région est située dans le bassin versant du fleuve Sénégal. 
Plusieurs fleuves et rivières traversent la région : le Baoulé, le Bafing et le Bakoye qui se rejoignent à Bafoulabé pour former le Sénégal. Dans la région se trouvent les chutes du Félou (à 17 km de Kayes), les chutes de Gouina (à 82 km au sud-est de Kayes sur le fleuve Sénégal), le lac Magui et le lac de Doro.

## Histoire
La région de Kayes est le berceau du Royaume du Khasso fondé au début du XVIIe siècle.
En 1855, Faidherbe, gouverneur du Sénégal, fait construire un fort à Médine qui sera assiégé par El Hadj Oumar Tall, en guerre contre le souverain du Khasso en 1857.
En 1892, Kayes devient la capitale du Haut Sénégal-Niger. La construction de la ligne du chemin de fer de Dakar au Niger, inaugurée en 1904, fait de Kayes une ville-carrefour. Dès lors, le chemin de fer prend une place importante dans la vie des habitants ; elle est décrite dans le roman d’Ousmane Sembène Les Bouts de bois de Dieu.
La région est historiquement marquée par le phénomène de l'esclavage par ascendance, dont certaines formes persistent encore aujourd'hui,.
Avant la réforme administrative de 2012, la région s'étend sur 7 cercles : Bafoulabé, Kayes, Yélimané, Kéniéba, Nioro, Diéma, Kita. En 2012, les cercles de Nioro et de Diéma sont soustraits de la région pour former la nouvelle région de Nioros, le cercle de Kita est érigé en région de Kita.

## Subdivisions

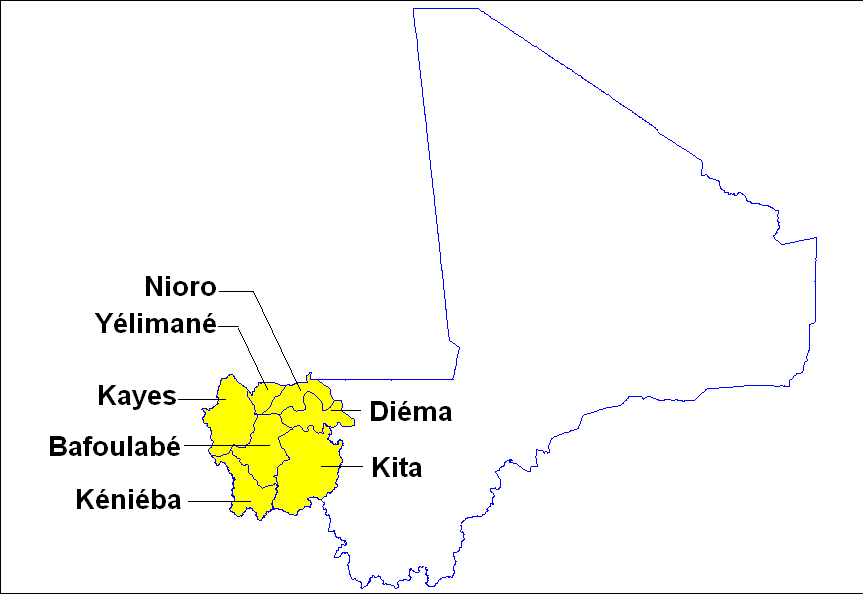
Les cercles de la région de Kayes avant 2012.

En mars 2023, la Loi 2023-006 subdivise le pays en 19 régions et un district, la région de Kayes est composée de 10 cercles, divisés en 33 arrondissements et 67 communes.
| Code | Cercle                   | Arrondissements | Communes |
| ---- | ------------------------ | --------------- | -------- |
| 0101 | Cercle de Kayes          | 4               | 11       |
| 0102 | Cercle de Bafoulabé      | 5               | 8        |
| 0103 | Cercle de Yélimané       | 3               | 11       |
| 0104 | Cercle de Kéniéba        | 5               | 11       |
| 0105 | Cercle de Ambidédi       | 2               | 6        |
| 0106 | Cercle de Aourou         | 3               | 4        |
| 0107 | Cercle de Diamou         | 2               | 2        |
| 0108 | Cercle de Oussoubidiagna | 5               | 5        |
| 0109 | Cercle de Ségala         | 2               | 5        |
| 0110 | Cercle de Sadiola        | 2               | 2        |

## Démographie
La région compte 1 996 812 habitants en 2009.
La population a été multipliée par près de 1,5 depuis 1998, soit un taux d'accroissement moyen annuel de 3,5 % entre 1998 et 2009. Le cercle de Kayes a connu la plus forte augmentation de la population (+57 %) suivi par ceux de Diéma et Yélimané (respectivement +49 % et +47 %).
Les femmes représentent 50,7 % de la population.
Différentes ethnies vivent dans la région : Soninkés, Khassonkés, Malinkés, Maures, Peuls et Bambaras.

## Transport et économie

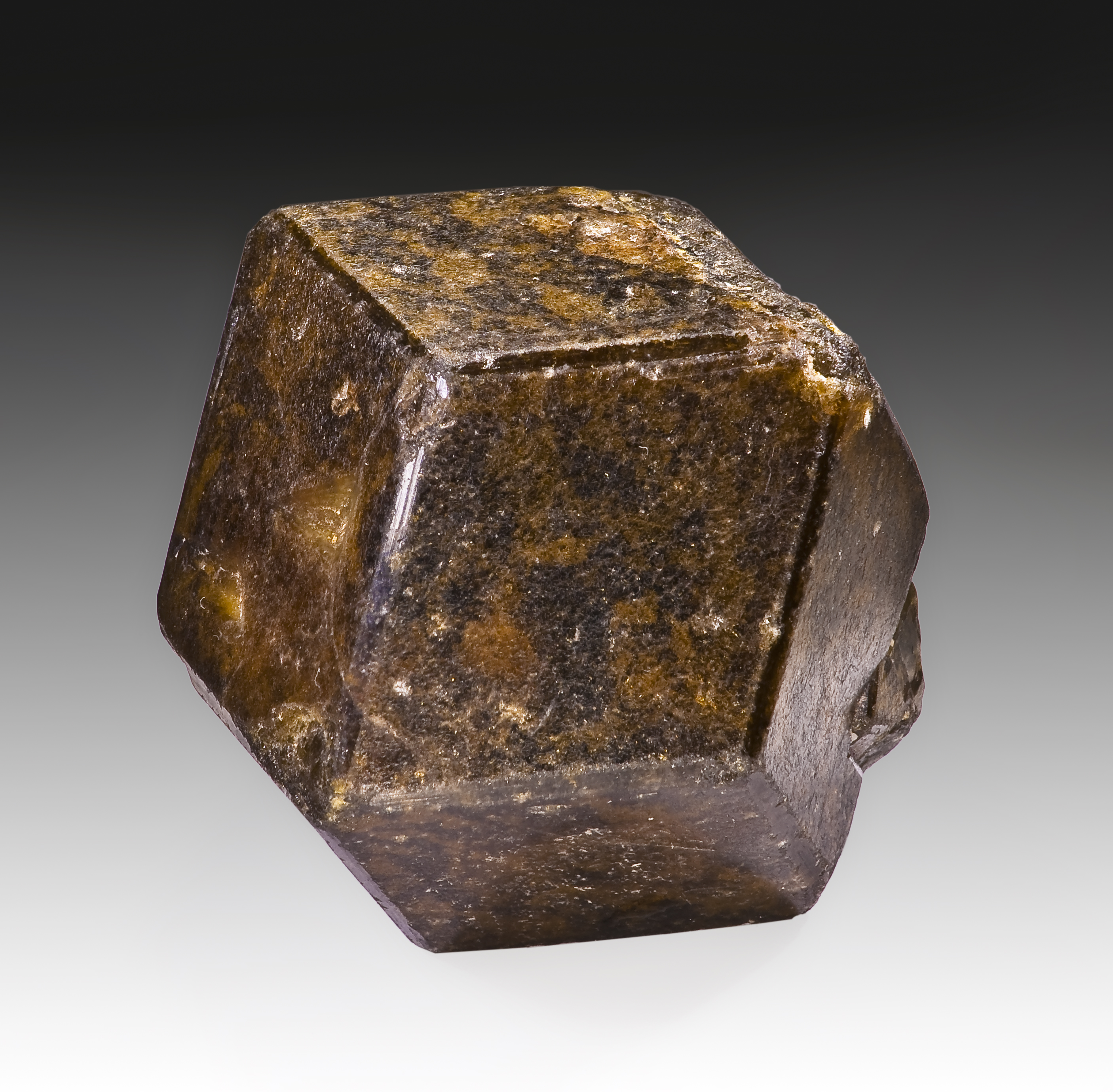
Andradite de Sibinndi.

La région est très enclavée. Le désenclavement au niveau routier est en cours. Les axes Dakar-Kayes, Nouakchott-Kayes et Kayes-Diema-Bamako ainsi que Kita-Kati sont bitumés.
La ligne de chemin de fer Dakar-Niger traverse la région en passant par Kayes, Bafoulabé et Kita avant de rejoindre Kati et Bamako.
La région est desservie par l’aéroport international de Kayes Dag Dag, deuxième aéroport du pays quant au trafic aérien après celui de Bamako. Des travaux en vue d’extension sont en cours.
La région de Kayes est riche en minéraux : or, diamant, fer, bauxite, etc. Les mines d’or de Sadiola et celles de Yatela sont exploitées respectivement depuis 1996 et 2001.
Le barrage hydroélectrique de Manantali, construit sur le Bafing, est géré par l’Organisation pour la mise en valeur du fleuve Sénégal (OMVS). Le 30 octobre 2009 les présidents malien Amadou Toumani Touré, sénégalais, Abdoulaye Wade et mauritanien Mohamed Ould Abdel Aziz et le Premier ministre de Guinée Kabiné Komara ont procédé à la pose de la première pierre de l’aménagement hydroélectrique de Felou.
La région de Kayes étant la principale région d'émigration vers la France, les transferts d'argent des émigrés constituent la source de revenus la plus importante pour la région. Le montant des transferts des migrants vers les familles s’est élevé à 120 milliards de francs Cfa en 2008 selon Badara Aliou Macalou, ministre des Maliens de l’extérieur.

## Politique
Le 26 juin 2009, Bandiougou Diawara (Adéma-Pasj) a été élu président de l'assemblée régionale de Kayes pour un mandat de 5 ans. Il est secondé par deux vice-présidents, Djadjéni Sidibé (Adéma-Pasj) et Famory Michel Dansoko (Urd).

## Culture et éducation

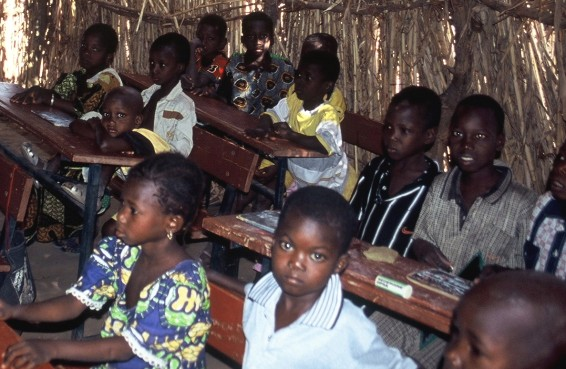
École de Maréna.

La région de Kayes est considérée comme le berceau de la teinture à l’indigo.
Plusieurs langues sont parlées dans la région : le bambara, le malinké, le khassonké, le soninké et le peul.
Au niveau de l’enseignement, la région de Kayes est divisée en trois académies : Kayes, Kita et Nioro (académie créés en 2010).
L’académie de Kita compte 4 centres d’animations pédagogiques (Kita 1 et 2, Diéma et Bafoulabé. En 2008, les 629 écoles du premier cycle (423 publiques, 13 privées et 193 communautaires) accueillent 95 894 élèves, les 119 écoles du second cycle, dont 5 privées accueillent 24 777 élèves. L’académie de Kita compte également 77 médersas et 25 jardins d’enfants.
Le Festival de Kayes Médine Tambacounda, initié depuis 2005 par Guéguen Alice Dakouo avec comme objectif de « promouvoir les échanges culturels entre les pays pour la paix entre les peuples » et « développer un tourisme durable par la promotion des richesses culturelles » est organisé à Kayes et dans sa région.
Le Festival de Gouïna, initié depuis 2003 par Fousseyni Fainké sur les abords des chutes de Gouïna, se tient au mois de janvier de chaque année.

## Jumelages et coopération décentralisée
Le conseil régional de Tambacounda (Sénégal) et le conseil régional de Kayes (Mali) ont signé le 23 octobre 2008 à l’hôtel de région à Tambacounda un accord de coopération dans différents domaines, notamment l’éducation et la formation la santé, les équipements publics collectifs de base, la promotion de l’emploi, le tourisme, l’environnement et les ressources naturelles, l’action sociale et les mines.
La région de Kayes a signé des accords de coopérations avec les régions françaises Île-de-France et Nord-Pas-de-Calais. Ce dernier ayant permis de développer un projet de lutte contre le diabète en région de kayes en partenariat avec l'ONG Santé Diabète. Plusieurs collectivités françaises ont aussi des accords de coopération avec des villes de la région de Kayes.